# Antoine-Elisée Cherbuliez
Antoine-Elisée Cherbuliez, född 1797 och död 1869, var en schweizisk nationalekonom. Antoine-Elisée Cherbuliez var bror till Joel Cherbuliez och farbror till Victor Cherbuliez.
Cherbuliez var professor i Genève, och en energisk förkämpe för den liberala samhällsläran. Han förfäktade Jeremy Benthams etik och rättsfilosofi, och polemiserade mot socialismen, särskilt mot Pierre-Joseph Proudhon. Bland hans huvudarbeten märks Théorie des garanties constitutionelles (2 band, 1838) samt Études sur les causes de la misère (1853).